# Chloridolum eupodum
Chloridolum eupodum là một loài bọ cánh cứng trong họ Cerambycidae.